# Abundență (economie)
Economia abundenței sau o economie post-deficit este un model economic în care toate sau o parte din bunuri, servicii și informații sunt libere sau practic sunt gratis. O primă formă de economie a abundenței apare odată cu economia distributivă a lui Jacques Duboin de la mijlocul secolului al XX-lea, în care abundența este cealaltă față a "logicii". O altă formă, contemporană, este legată de abundența resurselor primare (materiale și energie), împreună cu sistemele automatizate capabile să transforme aceste resurse în produse și servicii finite, permițând producerea de produse fizice fără a fi nevoie de muncă umană.
Acest model a fost inițial evocat în literatura științifico-fantastică, în principal cel anglo-saxonă, inclusiv în lucrările Pandora's Millions de George O. Smith sau Era de diamant de Neal Stephenson. Astăzi este o noțiune foarte răspândită, mai ales în lumile post-umane sau post-singulare.
O economie fictivă a abundenței apare și în trilogia Marte a lui Kim Stanley Robinson sau în romanele din seria The Culture a lui Iain Banks.
În universul Star Trek societatea este post-deficit datorită capacității tehnologiei fictive de a replica o mare varietate de mărfuri aproape instantaneu.

## Vezi și
- Cornucopia
- Spațiul singularității de Charles Stross